# Vuelta a la América del Sud

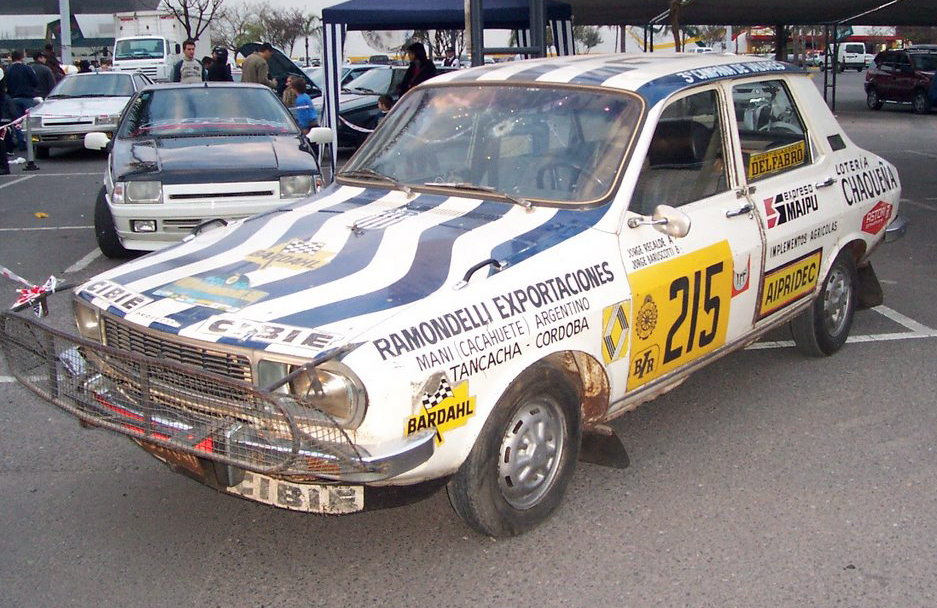
Renault 12 de Jorge Recalde y Jorge Baruscotti, ganador de la clase B

La Vuelta a la América del Sud fue una carrera de rally que se realizó del 17 de agosto al 24 de septiembre de 1978, recorriendo diez países de Sudamérica.
La prueba la organizó el Automóvil Club Argentino con la colaboración de los automóvil clubes de otros nueve países. Se realizó 30 años después del Gran Premio de la América del Sur del Turismo Carretera, otra carrera de rally organizada por el ACA que conectó Buenos Aires con Caracas.
Fue una de las carreras de automovilismo más largas de la historia junto con la Maratón Londres-Sídney de 1977, superando a la Pekín-París, las World Cup Rally y el Rally Dakar. Su recorrido total fue de 28.592 km, con 26 etapas y ocho días de descanso, combinando tramos de regularidad y de velocidad pura.

## Historia
La Vuelta a la América del Sud partió de Buenos Aires y pasó por Montevideo, Asunción, Río de Janeiro, Brasilia, Manaos, Caracas, Bogotá, Quito, Lima, La Paz, Santiago de Chile y Ushuaia, para finalizar nuevamente en Buenos Aires.
Tanto los corredores como los organizadores tuvieron que enfrentar numerosas dificultades meteorológicas, técnicas y logísticas. Por ejemplo, en el Mato Grosso numerosos automóviles se detuvieron en un barrial, y debieron ser remolcados varios kilómetros con maquinaria de pavimentación.
Dos personas fallecieron en la prueba: el médico oficial Carlos Alberto Puppo al ahogarse dentro del automóvil de asistencia en un río cerca de Manaos, y el copiloto Roberto José Mussini al chocar con un camión cerca de Boa Vista.
La dupla de Carlos Acevedo y Miguel Ángel Moya contó a la prensa que cerca de Viedma se habrían encontrado con una potente luz que los rodeó, levantó su automóvil del suelo, y los transportó varios kilómetros a gran velocidad, para aterrizar cerca de Pedro Luro.
El odómetro indicaba que habían recorrido muchos kilómetros menos que la distancia en línea recta entre los dos poblados, y las hojas de control de tiempos corroboraban dicha situación. Los organizadores de la prueba no creían el cuento, pero tampoco tenían argumentos para acusarlos de hacer trampa, aunque de todos modos fueron excluidos por saltearse los controles intermedios.

## Participantes
Los automóviles debían ser de serie bajo el reglamento Grupo 1 de la FIA, y se dividían en cuatro clases: A (hasta 1300 cm3), B (hasta 1600 cm3), C (hasta 2000 cm3), y D (hasta 5000 cm3).
La marca alemana Mercedes-Benz participó de manera oficial con seis pilotos europeos, uno argentino y uno paraguayo. Las filiales Renault Argentina y Ford Uruguay también participaron de la prueba.
De los 57 automóviles que largaron la carrera, quedaron clasificados solamente 22, mientras que otros dos abandonaron y se reengancharon para completar el recorrido fuera de la clasificación oficial.

## Resultados
| Pos | Piloto                | Copilotos                               | Automóvil             | Clase | Tiempo de penalización |
| --- | --------------------- | --------------------------------------- | --------------------- | ----- | ---------------------- |
| 1   | Andrew Cowan          | Colin Malkin                            | Mercedes-Benz 450 SLC | D     | 17:30'25               |
| 2   | Sobiesław Zasada      | Andrzej Zembrzuski                      | Mercedes-Benz 450 SLC | D     | 17:51'55               |
| 3   | Tony Fowkes           | Klaus Kaiser                            | Mercedes-Benz 280 E   | D     | 18:04'00               |
| 4   | Timo Mäkinen          | Jean Todt                               | Mercedes-Benz 450 SLC | D     | 18:38'59               |
| 5   | Herbert-Ernst Kleint  | Günther Klapproth                       | Mercedes-Benz 280 E   | D     | 22:55'11               |
| 6   | Jorge Recalde         | Jorge Baruscotti                        | Renault 12            | B     | 25:20'07               |
| 7   | Peter Kube            | Henry Bradley                           | Toyota RT 104         | C     | 25:45'29               |
| 8   | Oscar Zagaglia        | Dello Avalle                            | Renault 12            | B     | 26:51'22               |
| 9   | Albert Pfuhl          | Alfred Kling                            | Mercedes-Benz 280 E   | D     | 29:29'57               |
| 10  | Elpidio Caballero     | Jürgen Nathan                           | Mercedes-Benz 280 E   | D     | 30:07'29               |
| 11  | José Eduardo Cano     | Héctor Ramón Acosta Luis Echenique      | Renault 12            | B     | 30:24'43               |
| 12  | Antonio Campra        | Norberto Narvaja                        | Renault 12            | B     | 33:18'54               |
| 13  | Juan Manuel Albisetti | Américo Aquila                          | Renault 12            | B     | 34:13'31               |
| 14  | Pedro Torregrossa     | José Luis Álvarez                       | Renault 12            | B     | 36:47'18               |
| 15  | Darío Ramonda         | Eleuterio Suárez Oscar Pfeiffer         | Opel K-180            | C     | 40:49'40               |
| 16  | Christiano Nygaard    | Ney Deolon                              | Volkswagen Escarabajo | A     | 41:51'17               |
| 17  | Félix Defelippo       | Ruben Migliarini Juan Ignacio Caligaris | Peugeot 504           | C     | 43:08'19               |
| 18  | Gustavo Trelles       | Domingo de Vitta                        | Ford Escort           | B     | 44:34'45               |
| 19  | Mário Figueiredo      | Jorge Fleck                             | Volkswagen Escarabajo | A     | 48:17'26               |
| 20  | Jaime Lazcano         | Carlos del Val                          | BMW Serie 5           | D     | 50:00'00               |
| 21  | Ramiro Vargas         | Ángel Arrellaga                         | Subaru 1600           | B     | 56:02'34               |
| 22  | Carlos Alberto Jarque | César Giachetti Jorge Asís              | IKA-Renault Torino    | D     | 57:15'04               |